# Bunnings NPC 2021
Bunnings NPC 2021 – szesnasta edycja National Provincial Championship, mistrzostw nowozelandzkich prowincji w rugby union, a czterdziesta szósta ogółem. Zawody odbyły się w dniach 6 sierpnia – 20 listopada 2021 roku.
Na początku kwietnia 2021 ogłoszono, że nowym sponsorem tytularnym zawodów będzie firma Bunnings, jednocześnie potwierdzono, iż format rozgrywek pozostanie bez zmian. Czternaście uczestniczących zespołów rywalizowało systemem kołowym w ramach dwóch hierarchicznie ułożonych siedmiozespołowych dywizji, dodatkowo każda drużyna rozgrywała cztery spotkania z zespołami z innej dywizji. Najlepsze cztery drużyny z każdej grupy rywalizowały następnie w fazie pucharowej – zwycięzca Premiership triumfował w całych zawodach, zaś zwycięstwo w Championship było premiowane awansem do najwyższej klasy rozgrywkowej kosztem jej najsłabszej drużyny. Zwycięzca meczu zyskiwał cztery punkty, za remis przysługiwały dwa punkty, porażka nie była punktowana, a zdobycie przynajmniej czterech przyłożeń lub przegrana nie więcej niż siedmioma punktami premiowana była natomiast punktem bonusowym. W przypadku tej samej liczby punktów przy ustalaniu pozycji w grupie brane były pod uwagę kolejno następujące kryteria: wynik bezpośredniego meczu między zainteresowanymi drużynami, lepsza różnica punktów zdobytych i straconych we wszystkich meczach grupowych, wyższa liczba zdobytych przyłożeń, wyższa liczba zdobytych punktów, ostatecznie zaś rzut monetą. Podczas zawodów były testowane zmiany w przepisach gry, zarówno proponowane przez World Rugby, jak i przez New Zealand Rugby Union. Zapowiedź zawodów i składy zespołów.
Harmonogram rozgrywek został opublikowany w maju 2021 roku. W związku z pandemią COVID-19 i postanowieniem nowozelandzkiego rządu o wprowadzeniu obostrzeń od 18 sierpnia zawieszono rozgrywki sportowe na siedem dni, decyzja ta była ponawiana w kolejnych tygodniach. Potwierdzone przez krajowy związek wznowienie zawodów miało nastąpić od 17 września, zatem stopniowo ogłaszano terminarz rozgrywek na kolejne rundy. Z uwagi na utrzymujący się wysoki stopień alarmowy w regionie Auckland NZRU zdecydowała, że trzy tamtejsze zespoły – North Harbour, Counties Manukau i Auckland – powrócą do rozgrywek później, ostatecznie jednak zostały one wycofane, a harmonogram gier uaktualniony.
Przed każdą kolejką wyznaczano sędziów pojedynków, a po jej zakończeniu publikowano jej podsumowanie.
Do finału Premiership awansowały zespoły Waikato i Tasman, a w nim triumfował region Waikato odzyskując tytuł po piętnastu latach, z kolei w finale Championship zawodnicy Taranaki okazali się lepsi od Otago. Najlepszym zawodnikiem tej edycji został uznany Stephen Perofeta, który zdobył też najwięcej punktów (170) w sezonie, w klasyfikacji przyłożeń z ośmioma zwyciężył zaś Leicester Faingaʻanuku.

## Faza grupowa

### Mecze
| 6 sierpnia 2021 19:05 | Manawatu | 39:21 | Counties Manukau | Central Energy Trust Arena, Palmerston North Sędzia: Angus Mabey |
| 6 sierpnia 2021 19:05 |          |       |                  | Central Energy Trust Arena, Palmerston North Sędzia: Angus Mabey |

| 7 sierpnia 2021 14:05 | Taranaki | 33:19 | Hawke’s Bay | Pukekura Park, New Plymouth Sędzia: Jono Bredin |
| 7 sierpnia 2021 14:05 |          |       |             | Pukekura Park, New Plymouth Sędzia: Jono Bredin |

| 7 sierpnia 2021 14:05 | Wellington | 54:7 | Northland | Sky Stadium Sędzia: Tipene Cottrell |
| 7 sierpnia 2021 14:05 |            |      |           | Sky Stadium Sędzia: Tipene Cottrell |

| 7 sierpnia 2021 16:35 | Otago | 26:19 | Southland | Forsyth Barr Stadium, Dunedin Sędzia: Dan Waenga |
| 7 sierpnia 2021 16:35 |       |       |           | Forsyth Barr Stadium, Dunedin Sędzia: Dan Waenga |

| 8 sierpnia 2021 14:05 | Bay of Plenty | 14:27 | Tasman | Tauranga Domain, Tauranga Sędzia: Brendon Pickerill |
| 8 sierpnia 2021 14:05 |               |       |        | Tauranga Domain, Tauranga Sędzia: Brendon Pickerill |

| 8 sierpnia 2021 14:05 | North Harbour | 15:28 | Waikato | North Harbour Stadium, Auckland Sędzia: Nick Hogan |
| 8 sierpnia 2021 14:05 |               |       |         | North Harbour Stadium, Auckland Sędzia: Nick Hogan |

| 8 sierpnia 2021 16:35 | Auckland | 35:24 | Canterbury | Eden Park, Auckland Sędzia: Nick Briant |
| 8 sierpnia 2021 16:35 |          |       |            | Eden Park, Auckland Sędzia: Nick Briant |

| 13 sierpnia 2021 19:05 | Counties Manukau | 6:14 | North Harbour | Navigation Homes Stadium, Pukekohe Sędzia: Dan Waenga |
| 13 sierpnia 2021 19:05 |                  |      |               | Navigation Homes Stadium, Pukekohe Sędzia: Dan Waenga |

| 14 sierpnia 2021 14:05 | Canterbury | 25:22 | Manawatu | Orangetheory Stadium, Christchurch Sędzia: Marcus Playle |
| 14 sierpnia 2021 14:05 |            |       |          | Orangetheory Stadium, Christchurch Sędzia: Marcus Playle |

| 14 sierpnia 2021 14:05 | Tasman | 16:11 | Auckland | Trafalgar Park, Nelson Sędzia: Jono Bredin |
| 14 sierpnia 2021 14:05 |        |       |          | Trafalgar Park, Nelson Sędzia: Jono Bredin |

| 14 sierpnia 2021 16:35 | Hawke’s Bay | 34:10 | Otago | McLean Park, Napier Sędzia: Nick Briant |
| 14 sierpnia 2021 16:35 |             |       |       | McLean Park, Napier Sędzia: Nick Briant |

| 15 sierpnia 2021 14:05 | Southland | 11:31 | Bay of Plenty | Rugby Park Stadium, Invercargill Sędzia: Mike Winter |
| 15 sierpnia 2021 14:05 |           |       |               | Rugby Park Stadium, Invercargill Sędzia: Mike Winter |

| 15 sierpnia 2021 14:05 | Waikato | 43:37 | Wellington | FMG Stadium Waikato, Hamilton Sędzia: Cam Stone |
| 15 sierpnia 2021 14:05 |         |       |            | FMG Stadium Waikato, Hamilton Sędzia: Cam Stone |

| 15 sierpnia 2021 16:35 | Northland | 14:48 | Taranaki | Semenoff Stadium, Whangarei Sędzia: Angus Mabey |
| 15 sierpnia 2021 16:35 |           |       |          | Semenoff Stadium, Whangarei Sędzia: Angus Mabey |

| 17 września 2021 | Auckland | odwołany | Southland | Eden Park, Auckland |
| 17 września 2021 |          |          |           | Eden Park, Auckland |

| 17 września 2021 19:05 | Waikato | 19:20 | Canterbury | FMG Stadium Waikato, Hamilton Sędzia: Cam Stone |
| 17 września 2021 19:05 |         |       |            | FMG Stadium Waikato, Hamilton Sędzia: Cam Stone |

| 18 września 2021 14:05 | Taranaki | 32:26 | Wellington | TET Stadium & Events Centre, Inglewood Sędzia: James Doleman |
| 18 września 2021 14:05 |          |       |            | TET Stadium & Events Centre, Inglewood Sędzia: James Doleman |

| 18 września 2021 | North Harbour | odwołany | Manawatu | North Harbour Stadium, Auckland |
| 18 września 2021 |               |          |          | North Harbour Stadium, Auckland |

| 18 września 2021 16:35 | Northland | 29:48 | Tasman | Semenoff Stadium, Whangarei Sędzia: Mike Fraser |
| 18 września 2021 16:35 |           |       |        | Semenoff Stadium, Whangarei Sędzia: Mike Fraser |

| 19 września 2021 14:05 | Hawke’s Bay | 36:33 | Bay of Plenty | McLean Park, Napier Sędzia: Paul Williams |
| 19 września 2021 14:05 |             |       |               | McLean Park, Napier Sędzia: Paul Williams |

| 19 września 2021 | Counties Manukau | odwołany | Otago | Navigation Homes Stadium, Pukekohe |
| 19 września 2021 |                  |          |       | Navigation Homes Stadium, Pukekohe |

| 24 września 2021 19:05 | Tasman | 22:39 | Waikato | Trafalgar Park, Nelson Sędzia: Nick Briant |
| 24 września 2021 19:05 |        |       |         | Trafalgar Park, Nelson Sędzia: Nick Briant |

| 25 września 2021 19:05 | Manawatu | 31:19 | Northland | Central Energy Trust Arena, Palmerston North Sędzia: Nick Hogan |
| 25 września 2021 19:05 |          |       |           | Central Energy Trust Arena, Palmerston North Sędzia: Nick Hogan |

| 25 września 2021 14:05 | Southland | 16:19 | Canterbury | Rugby Park Stadium, Invercargill Sędzia: James Doleman |
| 25 września 2021 14:05 |           |       |            | Rugby Park Stadium, Invercargill Sędzia: James Doleman |

| 25 września 2021 | Counties Manukau | odwołany | Auckland | Navigation Homes Stadium, Pukekohe |
| 25 września 2021 |                  |          |          | Navigation Homes Stadium, Pukekohe |

| 26 września 2021 | Otago | odwołany | North Harbour | Forsyth Barr Stadium, Dunedin |
| 26 września 2021 |       |          |               | Forsyth Barr Stadium, Dunedin |

| 26 września 2021 14:05 | Wellington | 28:31 | Hawke’s Bay | Sky Stadium Sędzia: Stu Curran |
| 26 września 2021 14:05 |            |       |             | Sky Stadium Sędzia: Stu Curran |

| 26 września 2021 16:35 | Bay of Plenty | 28:55 | Taranaki | Tauranga Domain, Tauranga Sędzia: Mike Fraser |
| 26 września 2021 16:35 |               |       |          | Tauranga Domain, Tauranga Sędzia: Mike Fraser |

| 1 października 2021 | Canterbury | odwołany | Counties Manukau | Orangetheory Stadium, Christchurch |
| 1 października 2021 |            |          |                  | Orangetheory Stadium, Christchurch |

| 1 października 2021 19:05 | Northland | 38:28 | Waikato | Semenoff Stadium, Whangarei Sędzia: Mike Fraser |
| 1 października 2021 19:05 |           |       |         | Semenoff Stadium, Whangarei Sędzia: Mike Fraser |

| 2 października 2021 14:05 | Bay of Plenty | 33:32 | Wellington | Rotorua International Stadium, Rotorua Sędzia: Cam Stone |
| 2 października 2021 14:05 |               |       |            | Rotorua International Stadium, Rotorua Sędzia: Cam Stone |

| 2 października 2021 16:35 | Manawatu | 27:14 | Otago | Central Energy Trust Arena, Palmerston North Sędzia: Tipene Cottrell |
| 2 października 2021 16:35 |          |       |       | Central Energy Trust Arena, Palmerston North Sędzia: Tipene Cottrell |

| 3 października 2021 | Auckland | odwołany | Hawke’s Bay | Eden Park, Auckland |
| 3 października 2021 |          |          |             | Eden Park, Auckland |

| 3 października 2021 | Taranaki | odwołany | North Harbour | TET Stadium & Events Centre, Inglewood |
| 3 października 2021 |          |          |               | TET Stadium & Events Centre, Inglewood |

| 3 października 2021 14:05 | Tasman | 51:14 | Southland | Lansdowne Park, Blenheim Sędzia: Jono Bredin |
| 3 października 2021 14:05 |        |       |           | Lansdowne Park, Blenheim Sędzia: Jono Bredin |

| 8 października 2021 19:05 | Wellington | 35:30 | Canterbury | Sky Stadium Sędzia: Paul Williams |
| 8 października 2021 19:05 |            |       |            | Sky Stadium Sędzia: Paul Williams |

| 9 października 2021 | Waikato | odwołany | Auckland | FMG Stadium Waikato, Hamilton |
| 9 października 2021 |         |          |          | FMG Stadium Waikato, Hamilton |

| 9 października 2021 16:35 | Hawke’s Bay | 34:22 | Tasman | McLean Park, Napier Sędzia: James Doleman |
| 9 października 2021 16:35 |             |       |        | McLean Park, Napier Sędzia: James Doleman |

| 9 października 2021 19:05 | Otago | 23:30 | Taranaki | Forsyth Barr Stadium, Dunedin Sędzia: Dan Waenga |
| 9 października 2021 19:05 |       |       |          | Forsyth Barr Stadium, Dunedin Sędzia: Dan Waenga |

| 10 października 2021 | North Harbour | odwołany | Northland | North Harbour Stadium, Auckland |
| 10 października 2021 |               |          |           | North Harbour Stadium, Auckland |

| 10 października 2021 14:05 | Southland | 27:38 | Manawatu | Rugby Park Stadium, Invercargill Sędzia: Jono Bredin |
| 10 października 2021 14:05 |           |       |          | Rugby Park Stadium, Invercargill Sędzia: Jono Bredin |

| 10 października 2021 | Counties Manukau | odwołany | Bay of Plenty | Navigation Homes Stadium, Pukekohe |
| 10 października 2021 |                  |          |               | Navigation Homes Stadium, Pukekohe |

| 20 sierpnia 2021 | North Harbour | odwołany | Southland | North Harbour Stadium, Auckland |
| 20 sierpnia 2021 |               |          |           | North Harbour Stadium, Auckland |

| 21 sierpnia 2021 | Auckland | odwołany | Bay of Plenty | Eden Park, Auckland |
| 21 sierpnia 2021 |          |          |               | Eden Park, Auckland |

| 22 sierpnia 2021 | Tasman | odwołany | Counties Manukau | Trafalgar Park, Nelson |
| 22 sierpnia 2021 |        |          |                  | Trafalgar Park, Nelson |

| 15 października 2021 19:05 | Northland | 13:24 | Otago | Rotorua International Stadium, Rotorua Sędzia: Mike Winter |
| 15 października 2021 19:05 |           |       |       | Rotorua International Stadium, Rotorua Sędzia: Mike Winter |

| 16 października 2021 14:05 | Waikato | 26:33 | Taranaki | Tauranga Domain, Tauranga Sędzia: Mike Fraser |
| 16 października 2021 14:05 |         |       |          | Tauranga Domain, Tauranga Sędzia: Mike Fraser |

| 16 października 2021 16:35 | Canterbury | 26:45 | Hawke’s Bay | Orangetheory Stadium, Christchurch Sędzia: Stu Curran |
| 16 października 2021 16:35 |            |       |             | Orangetheory Stadium, Christchurch Sędzia: Stu Curran |

| 16 października 2021 19:05 | Manawatu | 16:36 | Wellington | Central Energy Trust Arena, Palmerston North Sędzia: Nick Hogan |
| 16 października 2021 19:05 |          |       |            | Central Energy Trust Arena, Palmerston North Sędzia: Nick Hogan |

| 28 sierpnia 2021 | North Harbour | odwołany | Tasman | North Harbour Stadium, Auckland |
| 28 sierpnia 2021 |               |          |        | North Harbour Stadium, Auckland |

| 28 sierpnia 2021 | Southland | odwołany | Counties Manukau | Rugby Park Stadium, Invercargill |
| 28 sierpnia 2021 |           |          |                  | Rugby Park Stadium, Invercargill |

| 29 sierpnia 2021 | Wellington | odwołany | Auckland | Sky Stadium |
| 29 sierpnia 2021 |            |          |          | Sky Stadium |

| 22 października 2021 19:05 | Otago | 22:20 | Canterbury | Forsyth Barr Stadium, Dunedin Sędzia: James Doleman |
| 22 października 2021 19:05 |       |       |            | Forsyth Barr Stadium, Dunedin Sędzia: James Doleman |

| 23 października 2021 14:05 | Taranaki | 47:35 | Manawatu | TET Stadium & Events Centre, Inglewood Sędzia: Dan Waenga |
| 23 października 2021 14:05 |          |       |          | TET Stadium & Events Centre, Inglewood Sędzia: Dan Waenga |

| 23 października 2021 19:05 | Hawke’s Bay | 41:14 | Waikato | McLean Park, Napier Sędzia: Nick Briant |
| 23 października 2021 19:05 |             |       |         | McLean Park, Napier Sędzia: Nick Briant |

| 3 listopada 2021 14:05 | Bay of Plenty | 22:14 | Northland | Rotorua International Stadium, Rotorua Sędzia: Tipene Cottrell |
| 3 listopada 2021 14:05 |               |       |           | Rotorua International Stadium, Rotorua Sędzia: Tipene Cottrell |

| 4 września 2021 | Wellington | odwołany | North Harbour | Sky Stadium |
| 4 września 2021 |            |          |               | Sky Stadium |

| 5 września 2021 | Counties Manukau | odwołany | Taranaki | Navigation Homes Stadium, Pukekohe |
| 5 września 2021 |                  |          |          | Navigation Homes Stadium, Pukekohe |

| 5 września 2021 | Otago | odwołany | Auckland | Forsyth Barr Stadium, Dunedin |
| 5 września 2021 |       |          |          | Forsyth Barr Stadium, Dunedin |

| 29 października 2021 19:05 | Canterbury | 24:20 | Tasman | Orangetheory Stadium, Christchurch Sędzia: Tipene Cottrell |
| 29 października 2021 19:05 |            |       |        | Orangetheory Stadium, Christchurch Sędzia: Tipene Cottrell |

| 30 października 2021 14:05 | Southland | 37:33 | Northland | Rugby Park Stadium, Invercargill Sędzia: Stu Curran |
| 30 października 2021 14:05 |           |       |           | Rugby Park Stadium, Invercargill Sędzia: Stu Curran |

| 30 października 2021 16:35 | Bay of Plenty | 33:37 | Waikato | Tauranga Domain, Tauranga Sędzia: Dan Waenga |
| 30 października 2021 16:35 |               |       |         | Tauranga Domain, Tauranga Sędzia: Dan Waenga |

| 30 października 2021 19:05 | Manawatu | 31:40 | Hawke’s Bay | Central Energy Trust Arena, Palmerston North Sędzia: Cam Stone |
| 30 października 2021 19:05 |          |       |             | Central Energy Trust Arena, Palmerston North Sędzia: Cam Stone |

| 10 września 2021 | Hawke’s Bay | odwołany | North Harbour | McLean Park, Napier |
| 10 września 2021 |             |          |               | McLean Park, Napier |

| 11 września 2021 | Northland | odwołany | Counties Manukau | Semenoff Stadium, Whangarei |
| 11 września 2021 |           |          |                  | Semenoff Stadium, Whangarei |

| 12 września 2021 | Auckland | odwołany | Manawatu | Eden Park, Auckland |
| 12 września 2021 |          |          |          | Eden Park, Auckland |

| 5 listopada 2021 19:05 | Waikato | 27:25 | Otago | Rotorua International Stadium, Rotorua Sędzia: Nick Briant |
| 5 listopada 2021 19:05 |         |       |       | Rotorua International Stadium, Rotorua Sędzia: Nick Briant |

| 6 listopada 2021 14:05 | Tasman | 34:22 | Wellington | Lansdowne Park, Blenheim Sędzia: Cam Stone |
| 6 listopada 2021 14:05 |        |       |            | Lansdowne Park, Blenheim Sędzia: Cam Stone |

| 6 listopada 2021 16:35 | Canterbury | 40:28 | Bay of Plenty | Orangetheory Stadium, Christchurch Sędzia: Jono Bredin |
| 6 listopada 2021 16:35 |            |       |               | Orangetheory Stadium, Christchurch Sędzia: Jono Bredin |

| 7 listopada 2021 14:05 | Taranaki | 24:10 | Southland | TET Stadium & Events Centre, Inglewood Sędzia: Stu Curran |
| 7 listopada 2021 14:05 |          |       |           | TET Stadium & Events Centre, Inglewood Sędzia: Stu Curran |

## Faza pucharowa

### Premiership
|  |                   |           |          |                   |    |          |          |       |
|  | Półfinał          | Półfinał  | Półfinał |                   |    | Finał    | Finał    | Finał |
|  | Półfinał          | Półfinał  | Półfinał |                   |    | Finał    | Finał    | Finał |
|  | 13 listopada 2021 |           |          |                   |    |          |          |       |
|  |                   |           |          |                   |    |          |          |       |
|  | Taranaki          | Taranaki  | 25       |                   |    |          |          |       |
|  | Taranaki          | Taranaki  | 25       | 20 listopada 2021 |    |          |          |       |
|  | Southland         | Southland | 13       |                   |    |          |          |       |
|  | Southland         | Southland | 13       |                   |    | Taranaki | Taranaki | 32    |
|  | 12 listopada 2021 |           |          |                   |    | Taranaki | Taranaki | 32    |
|  |                   |           | Otago    | Otago             | 19 |          |          |       |
|  | Manawatu          | Manawatu  | Otago    | Otago             | 19 | 16       |          |       |
|  | Manawatu          | Manawatu  |          |                   |    |          |          |       |
|  | Otago             | Otago     | 44       |                   |    |          |          |       |
|  | Otago             | Otago     | 44       |                   |    |          |          |       |

| 13 listopada 2021 14:05 | Taranaki | 25:13 | Southland | TET Stadium & Events Centre, Inglewood Sędzia: Jono Bredin |
| 13 listopada 2021 14:05 |          |       |           | TET Stadium & Events Centre, Inglewood Sędzia: Jono Bredin |

| 12 listopada 2021 19:05 | Manawatu | 16:44 | Otago | Central Energy Trust Arena, Palmerston North Sędzia: Nick Hogan |
| 12 listopada 2021 19:05 |          |       |       | Central Energy Trust Arena, Palmerston North Sędzia: Nick Hogan |

| 20 listopada 2021 14:05 | Taranaki | 32:19 | Otago | TET Stadium & Events Centre, Inglewood Sędzia: Stu Curran |
| 20 listopada 2021 14:05 |          |       |       | TET Stadium & Events Centre, Inglewood Sędzia: Stu Curran |

### Championship
|  |                   |             |          |                   |    |         |         |       |
|  | Półfinał          | Półfinał    | Półfinał |                   |    | Finał   | Finał   | Finał |
|  | Półfinał          | Półfinał    | Półfinał |                   |    | Finał   | Finał   | Finał |
|  | 13 listopada 2021 |             |          |                   |    |         |         |       |
|  |                   |             |          |                   |    |         |         |       |
|  | Waikato           | Waikato     | 17       |                   |    |         |         |       |
|  | Waikato           | Waikato     | 17       | 20 listopada 2021 |    |         |         |       |
|  | Canterbury        | Canterbury  | 14       |                   |    |         |         |       |
|  | Canterbury        | Canterbury  | 14       |                   |    | Waikato | Waikato | 23    |
|  | 13 listopada 2021 |             |          |                   |    | Waikato | Waikato | 23    |
|  |                   |             | Tasman   | Tasman            | 20 |         |         |       |
|  | Hawke’s Bay       | Hawke’s Bay | Tasman   | Tasman            | 20 | 27      |         |       |
|  | Hawke’s Bay       | Hawke’s Bay |          |                   |    |         |         |       |
|  | Tasman            | Tasman      | 33       |                   |    |         |         |       |
|  | Tasman            | Tasman      | 33       |                   |    |         |         |       |

| 13 listopada 2021 19:05 | Waikato | 17:14 | Canterbury | Rotorua International Stadium, Rotorua Sędzia: Dan Waenga |
| 13 listopada 2021 19:05 |         |       |            | Rotorua International Stadium, Rotorua Sędzia: Dan Waenga |

| 13 listopada 2021 16:35 | Hawke’s Bay | 27:33 | Tasman | McLean Park, Napier Sędzia: Nick Briant |
| 13 listopada 2021 16:35 |             |       |        | McLean Park, Napier Sędzia: Nick Briant |

| 20 listopada 2021 19:05 | Waikato | 23:20 | Tasman | FMG Stadium Waikato, Hamilton Sędzia: Nick Briant |
| 20 listopada 2021 19:05 |         |       |        | FMG Stadium Waikato, Hamilton Sędzia: Nick Briant |